# Кубок Польщі з футболу 1991—1992
Кубок Польщі з футболу 1991–1992 — 38-й розіграш кубкового футбольного турніру в Польщі. Титул вперше здобув Медзь (Легниця).

## Календар
| Раунд            | Дата                          | Матчі | Клуби   |
| ---------------- | ----------------------------- | ----- | ------- |
| Попередній раунд | 24 липня 1991                 | 1     | 85 → 84 |
| Перший раунд     | 24-29 липня 1991              | 24    | 84 → 60 |
| Другий раунд     | 8 серпня 1991                 | 12    | 60 → 48 |
| Третій раунд     | 20-21 серпня 1991             | 16    | 48 → 32 |
| 1/16 фіналу      | 3-4 вересня 1991              | 16    | 32 → 16 |
| 1/8 фіналу       | 13 жовтня - 20 листопада 1991 | 8     | 16 → 8  |
| 1/4 фіналу       | 17 березня - 1 квітня 1992    | 8     | 8 → 4   |
| 1/2 фіналу       | 20 травня - 10 червня 1992    | 4     | 4 → 2   |
| Фінал            | 24 червня 1992                | 1     | 2 → 1   |

## Попередній раунд
| Команда 1      | Рахунок | Команда 2             |
| -------------- | ------- | --------------------- |
| 24 липня 1991  |         |                       |
| Просна (Каліш) | 3:1     | З'єдночені (Пудлішкі) |

## Перший раунд
| Команда 1                            | Рахунок      | Команда 2                       |
| ------------------------------------ | ------------ | ------------------------------- |
| 24-29 липня 1991                     |              |                                 |
| ЛКС (Ломжа)                          | 0:0 пен. 4:1 | Полонія (Варшава)               |
| Дарловія (Дарлово)                   | 4:0          | Польґер (Поліце)                |
| Лехія (Дзержонюв)                    | 2:1          | Шленза (Вроцлав)                |
| Старт (Нови Сонч)                    | 1:2          | Краковія (Краків)               |
| Гетьман (Замостя)                    | -:+          | Авіа (Свідник)                  |
| Арка (Гдиня)                         | 1:1 пен. 4:3 | Олімпія (Ельблонг)              |
| Сталь (Єзежице)                      | 3:4          | Хемік (Бидгощ)                  |
| Ягеллонія-2 (Білосток)               | -:+          | Буґ (Вишкув)                    |
| Гурник (Ленчиця)                     | 0:3          | Гурник (Конін)                  |
| Полонія (Ходзеж)                     | 6:1          | Сточньовец (Барлінек)           |
| Олімпія (Каменна Ґура)               | 1:0          | Лехія (Зелена Гура)             |
| Морцінек (Качице)                    | 0:2          | П'яст (Гливиці)                 |
| Спомаш (Каньчуга)                    | 3:1          | Сталь (Сянік)                   |
| Бленкітні (Ропчиці)                  | 2:5          | Унія (Тарнув)                   |
| Чарні (Отмухув)                      | 1:1 пен. 2:4 | Терполь (Серадз)                |
| Старт (Краснистав)                   | 0:1          | АЗС АВФ Біла Підляська          |
| Влоцлавія (Влоцлавек)                | 4:0          | Лех-2 (Познань)                 |
| Гурник (Злотория)                    | 2:0          | Просна (Каліш)                  |
| Пйотрковія (Пйотркув-Трибунальський) | 1:5          | Мотор (Прашка)                  |
| Єзьорак (Ілава)                      | 4:1          | Вігри (Сувалки)                 |
| Легія (Хелмжа)                       | 5:3          | МЗКС Плоньск                    |
| Подлясе (Соколів-Підляський)         | 1:4          | Радомяк (Радом)                 |
| Сталь (Ґожице)                       | 3:1          | КСЗО (Островець-Свентокшиський) |
| Пелікан (Лович)                      | 2:2 пен. 6:5 | Влокняж (Паб'яниці)             |

## Другий раунд
| Команда 1              | Рахунок      | Команда 2              |
| ---------------------- | ------------ | ---------------------- |
| 8 серпня 1991          |              |                        |
| Дарловія (Дарлово)     | 4:1          | Арка (Гдиня)           |
| Полонія (Ходзеж)       | 1:1 пен. 5:4 | Хемік (Бидгощ)         |
| Лехія (Дзержонюв)      | 2:1          | П'яст (Гливиці)        |
| Спомаш (Каньчуга)      | 0:1          | Сталь (Ґожице)         |
| Легія (Хелмжа)         | 2:5          | Єзьорак (Ілава)        |
| Влоцлавія (Влоцлавек)  | 5:2          | Пелікан (Лович)        |
| Гурник (Злотория)      | 4:1          | Олімпія (Каменна Ґура) |
| Терполь (Серадз)       | 2:1          | Гурник (Конін)         |
| Мотор (Прашка)         | 1:1 пен. 5:6 | Радомяк (Радом)        |
| ЛКС (Ломжа)            | 0:3          | Буґ (Вишкув)           |
| АЗС АВФ Біла Підляська | 0:1          | Авіа (Свідник)         |
| Унія (Тарнув)          | 3:1          | Краковія (Краків)      |

## Третій раунд
| Команда 1                         | Рахунок      | Команда 2                       |
| --------------------------------- | ------------ | ------------------------------- |
| 20-21 серпня 1991                 |              |                                 |
| Авіа (Свідник)                    | 2:3 дч       | Сталь (Ряшів)                   |
| Унія (Тарнув)                     | 1:4          | Сталь (Стальова Воля)           |
| Терполь (Серадз)                  | 0:1          | Відзев (Лодзь)                  |
| Дарловія (Дарлово)                | 1:5          | Погонь (Щецин)                  |
| Лехія (Дзержонюв)                 | 0:1 дч       | Ракув (Ченстохова)              |
| Полонія (Ходзеж)                  | 2:0          | Лехія (Гданськ)                 |
| Сталь (Ґожице)                    | 1:2          | Корона (Кельці)                 |
| Єзьорак (Ілава)                   | 1:3 дч       | Ягеллонія (Білосток)            |
| Влоцлавія (Влоцлавек)             | 0:5          | Стільон (Гожув-Великопольський) |
| Гурник (Злотория)                 | 2:1          | Гурник (Валбжих)                |
| Радомяк (Радом)                   | 1:1 пен. 4:5 | Полонія (Битом)                 |
| Остров'я (Острув-Велькопольський) | 1:1 пен. 1:3 | Медзь (Легниця)                 |
| Гутнік (Варшава)                  | 2:1          | Сярка (Тарнобжег)               |
| Шомберки (Битом)                  | 2:3          | Заглембє (Валбжих)              |
| Ресовія (Ряшів)                   | 4:0          | Одра (Водзіслав-Шльонський)     |
| Буґ (Вишкув)                      | 1:2          | Гвардія (Варшава)               |

## 1/16 фіналу
| Команда 1                       | Рахунок      | Команда 2            |
| ------------------------------- | ------------ | -------------------- |
| 3-4 вересня 1991                |              |                      |
| Сталь (Стальова Воля)           | 2:1          | Шльонськ (Вроцлав)   |
| Сталь (Ряшів)                   | 2:1 дч       | Вісла (Краків)       |
| Гурник (Злотория)               | 0:4          | Легія (Варшава)      |
| Ресовія (Ряшів)                 | 0:2          | Гурник (Забже)       |
| Відзев (Лодзь)                  | 3:1          | Гутник (Краків)      |
| Полонія (Ходзеж)                | 2:1          | Іглоополь (Дембиця)  |
| Корона (Кельці)                 | 3:1 дч       | Заглембє (Любін)     |
| Гутнік (Варшава)                | 3:1          | Лех (Познань)        |
| Стільон (Гожув-Великопольський) | 4:0          | Заглембє (Сосновець) |
| Полонія (Битом)                 | 1:4 дч       | Рух (Хожув)          |
| Заглембє (Валбжих)              | 1:2          | ГКС (Катовиці)       |
| Медзь (Легниця)                 | 3:2          | Сталь (Мелець)       |
| Гвардія (Варшава)               | 1:2          | Олімпія (Познань)    |
| Погонь (Щецин)                  | 2:3 дч       | Завіша (Бидгощ)      |
| Ягеллонія (Білосток)            | 3:2          | Мотор (Люблін)       |
| Ракув (Ченстохова)              | 1:1 пен. 1:3 | ЛКС (Лодзь)          |

## 1/8 фіналу
| Команда 1             | Рахунок      | Команда 2                       |
| --------------------- | ------------ | ------------------------------- |
| 13 жовтня 1991        |              |                                 |
| Полонія (Ходзеж)      | 2:2 пен. 1:3 | Завіша (Бидгощ)                 |
| 11 листопада 1991     |              |                                 |
| Сталь (Стальова Воля) | 2:0          | Рух (Хожув)                     |
| 20 листопада 1991     |              |                                 |
| Ягеллонія (Білосток)  | 1:3          | Відзев (Лодзь)                  |
| Сталь (Ряшів)         | 1:0 дч       | Легія (Варшава)                 |
| ГКС (Катовиці)        | 0:0 пен. 1:3 | Гурник (Забже)                  |
| Гутнік (Варшава)      | 2:4          | Стільон (Гожув-Великопольський) |
| Медзь (Легниця)       | 1:0          | Олімпія (Познань)               |
| Корона (Кельці)       | 0:1          | ЛКС (Лодзь)                     |

## 1/4 фіналу
| Команда 1                       | Заг. | Команда 2             | 1-й матч | 2-й матч |
| ------------------------------- | ---- | --------------------- | -------- | -------- |
| 17 березня/1 квітня 1992        |      |                       |          |          |
| ЛКС (Лодзь)                     | 3:1  | Сталь (Ряшів)         | 2:0      | 1:1      |
| 18/31 березня 1992              |      |                       |          |          |
| Стільон (Гожув-Великопольський) | 1:0  | Сталь (Стальова Воля) | 0:0      | 1:0      |
| 18 березня/1 квітня 1992        |      |                       |          |          |
| Медзь (Легниця)                 | 4:3  | Завіша (Бидгощ)       | 2:1      | 2:2 дч   |
| Відзев (Лодзь)                  | 0:2  | Гурник (Забже)        | 0:1      | 0:1      |

## 1/2 фіналу
| Команда 1                | Заг. | Команда 2                       | 1-й матч | 2-й матч |
| ------------------------ | ---- | ------------------------------- | -------- | -------- |
| 20 травня/10 червня 1992 |      |                                 |          |          |
| ЛКС (Лодзь)              | 2:3  | Гурник (Забже)                  | 1:1      | 1:2 дч   |
| Медзь (Легниця)          | 4:1  | Стільон (Гожув-Великопольський) | 3:0      | 1:1      |

## Фінал
| 24 червня 1992 |

| Медзь (Легниця) | 1:1      | Гурник (Забже) |
| --------------- | -------- | -------------- |
| Базюк 79'       | Протокол | Єгор 9'        |

| Стадіон Війська Польського, Варшава Глядачів: 5 000 Арбітр: Міхал Лісткевич |

|                                                |     | Пенальті                                   |  |
| Дилюсь · Шевчик · Коханек · Ціліньскі · Вуйцік | 4:3 | Єгор · Валдох · Краус · Пйотровіч · Станек |  |